# Filippo Di Chiese
Filippo Di Chiese, o di Chieze (1629 – Berlino, 1673), è stato un militare e architetto italiano, viene ricordato come inventore della carrozza (berlina).

## Biografia

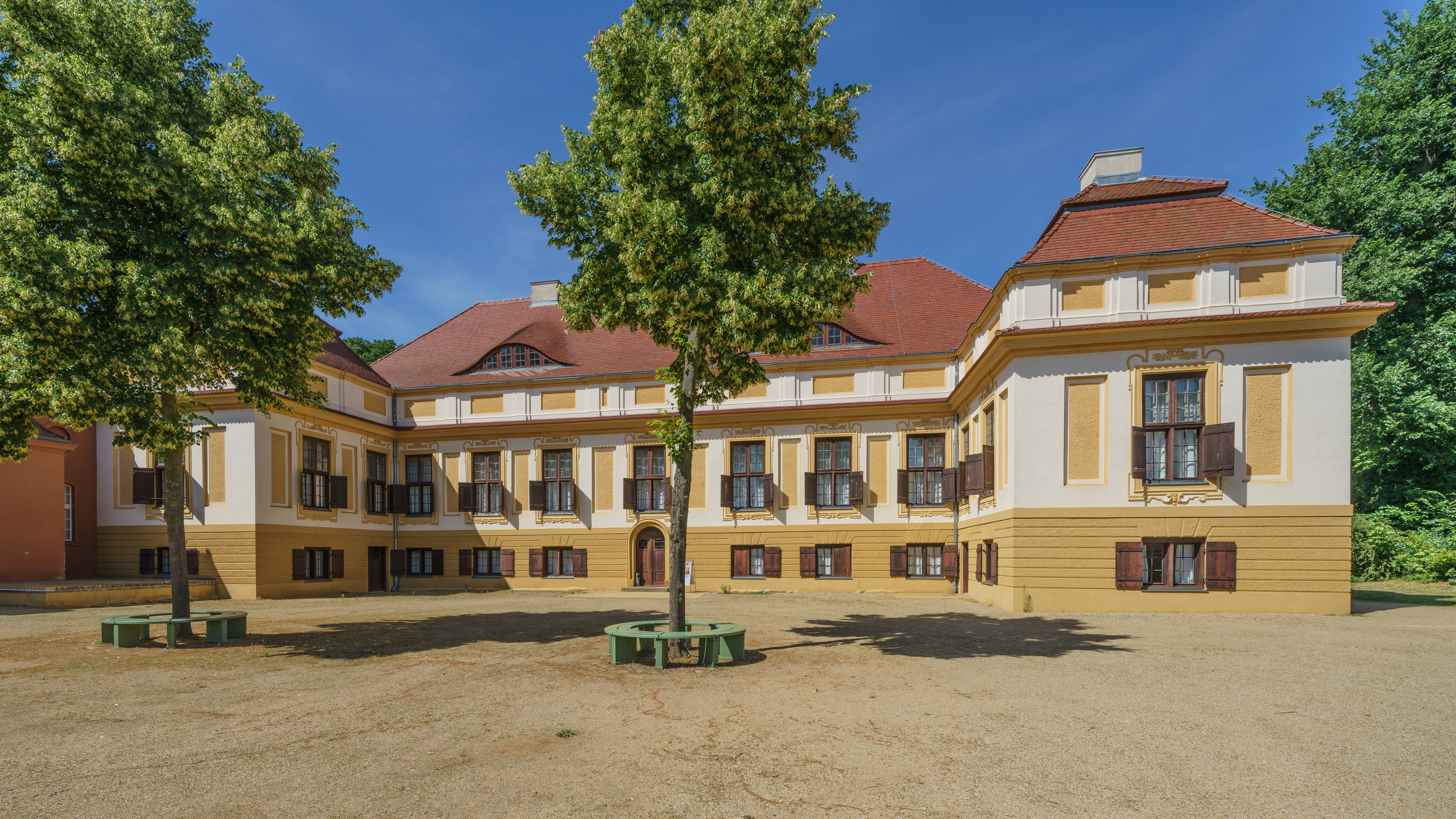
Residenza di Caputh, costruito come propria residenza da De Chese e poi ampliato nel corso del XVII secolo

Proveniente da una famiglia di ugonotti piemontesi. Alcuni autori lo danno nato in Piemonte, altri in Olanda. Infatti il padre, forse per sfuggire a persecuzioni, si era arruolato come ufficiale presso il principe d'Orange.
Filippo sembra abbia servito come ufficiale presso l'esercito svedese. Si trasferì poi presso il principe elettore di Brandeburgo Federico Guglielmo con mansioni più di funzionario di corte (ciambellano) che di militare, nonostante nella carriera sia giunto al grado di generale. Fu quartiermastro generale, incaricato di predisporre la logistica dell'esercito in un periodo di frequenti conflitti.
Seguì i lavori del castello a Klein-Glienicke sull'Havel e delle fortezze di Küstrin, Stargard e Kolberg, anche se non è chiaro se con un ruolo di progettista o di supervisore del principe elettore. Ebbe un ruolo anche nei lavori dei palazzi di Berlino e di Posdam che diresse come capomastro dal 1660 al 1673 e nella ricostruzione delle mura di Berlino e sistemazione urbanistica della città, divenendo il soprintendente di tutte le fortificazioni dello stato.
Nel 1662 ebbe in dono dal principe una tenuta dove costruì per sé un elegante dimora conosciuta come Castello di Caputh. Nel 1667 il castello e la tenuta tornarono al Grande Elettore in cambio di un'altra tenuta di 2.600 ettari nel delta del Memel nella Prussia orientale che Di Chiese bonificò costruendo un canale navigabile e che alla sua morte lasciò alla moglie e che in seguito costituì la contea di Rautenburg.
Per il principe di Brandeburgo, intorno al 1670, costruì il primo esemplare di una carrozza chiusa, ma dotata di porte, finestrini vetrati e della necessaria eleganza e comodità per essere usata da nobili di rango. Tale prototipo realizzato in occasione di un viaggio che il principe doveva compiere da Berlino a Parigi, ebbe una immediato successo e prese il nome di "berlina" probabilmente dal nome della città di Berlino presso la quale si trovava la reggia di Posdam, sede della corte brandeburghese.